# 孝和睿皇后
孝和睿皇后（こうわえいこうごう、満州語:ᡥᡳᠶᠣᠣᡧᡠᠩᡤᠠ
 ᡥᡡᠸᠠᠯᡳᠶᠠᠰᡠᠨ
 ᠰᡠᠩᡤᡳᠶᡝᠨ
 ᡥᡡᠸᠠᠩᡥᡝᠣ 転写：hiyoošungga hūwaliyasun sunggiyen hūwangheo）は、清の嘉慶帝の2番目の皇后。満洲鑲黄旗の出身。姓は鈕祜禄氏（ニオフル氏）。工部尚書の恭阿拉（グンガラ）の娘。幼いころは乾隆帝の末娘固倫和孝公主の侍読として学友をつとめた。

## 生涯
亡くなった側福晋完顔氏の代わりに乾隆帝の第15皇子永琰（後の嘉慶帝）に側福晋（側室）として嫁ぎ、乾隆帝の譲位を受けて永琰が嘉慶帝として即位すると、貴妃となり、承乾宮に居住するようになる。嘉慶2年（1797年）皇后喜塔臘氏が亡くなると、乾隆上皇の意向により皇貴妃となって後宮事務を引き継ぎ、嘉慶6年（1801年）に、儲秀宮に移り住み、正式に立后される。
嘉慶帝が亡くなり、孝淑睿皇后の遺児で、孝和睿皇后が実子と同じように育ててきた第2皇子綿寧が道光帝として即位すると、皇太后となった。熱河に巡幸していた嘉慶帝の遺詔が見つからず、次に擁立すべき皇帝の人選に大臣が混乱した際に、断固道光帝を支持し、自身の腹を痛めた2人の皇子を差し置いた。このように道光帝との関係は最後まで良好で、皇太后は威厳をもって後宮に君臨した。
道光29年に病死した。道光帝は彼女の死を嘆き悲しんで、葬式から幾何もたたないうち、服喪中に崩御したとされる。

## 子女
- 皇七女（夭逝）
- 皇三子惇親王綿愷
- 皇四子瑞親王綿忻

## 伝記資料
- 『清史稿』